# هرقلة (تونس)
هرڨلة مدينة ساحلية تونسية، تقع في ولاية سوسة. تتميز بشاطئ خلاب وغابة زيتون كبيرة تحيط بها من الغرب والجنوب.

## معرض صور

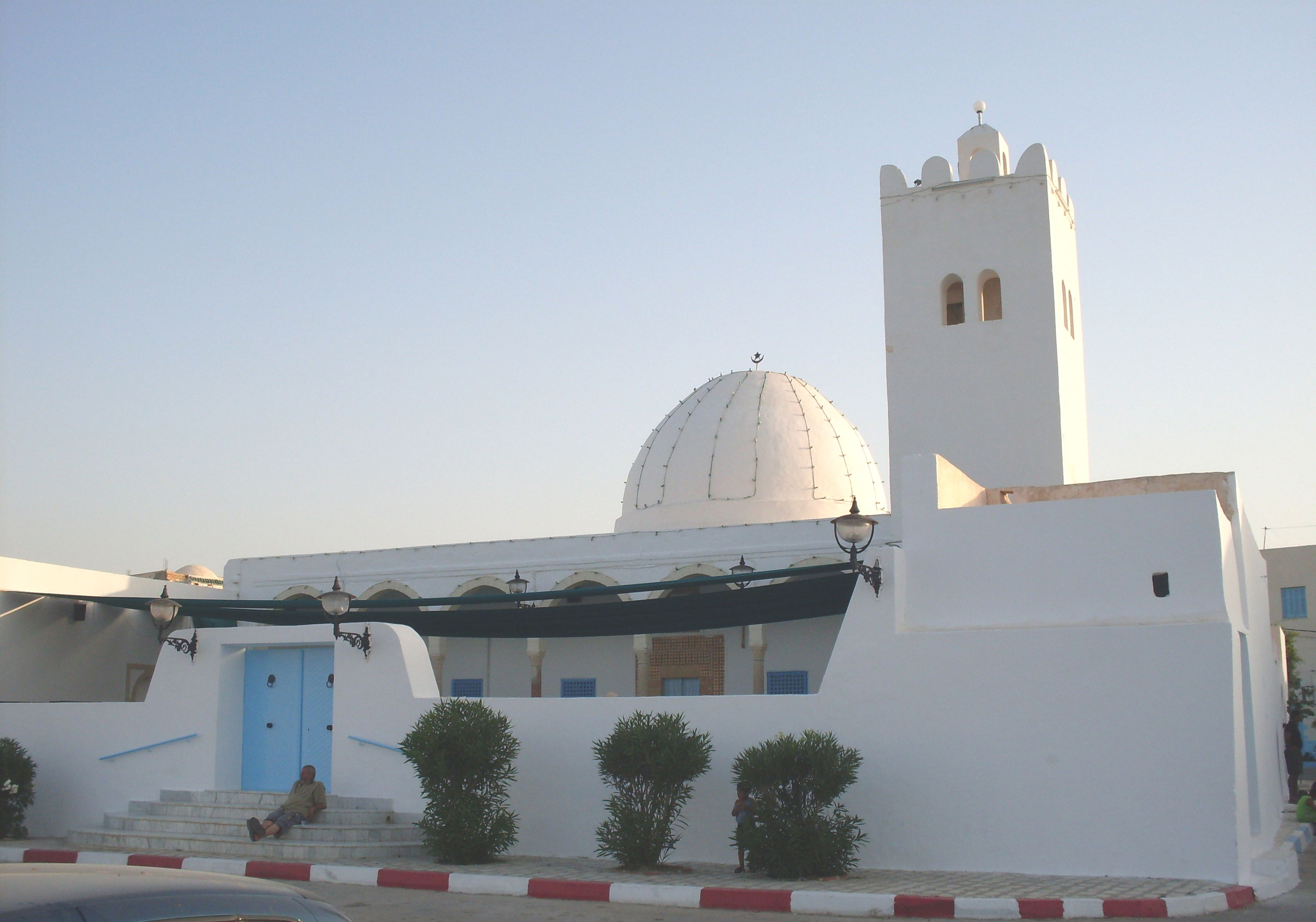
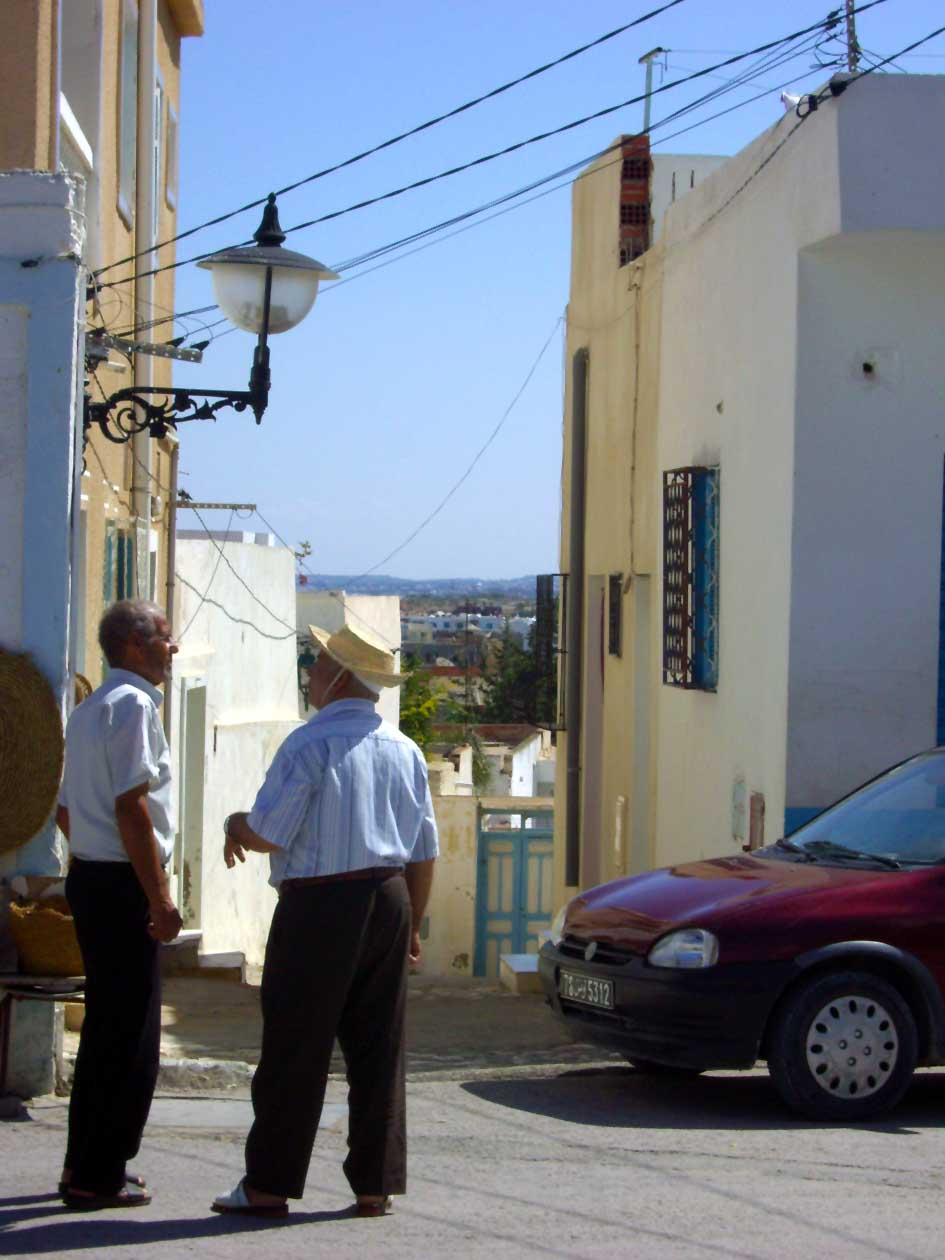
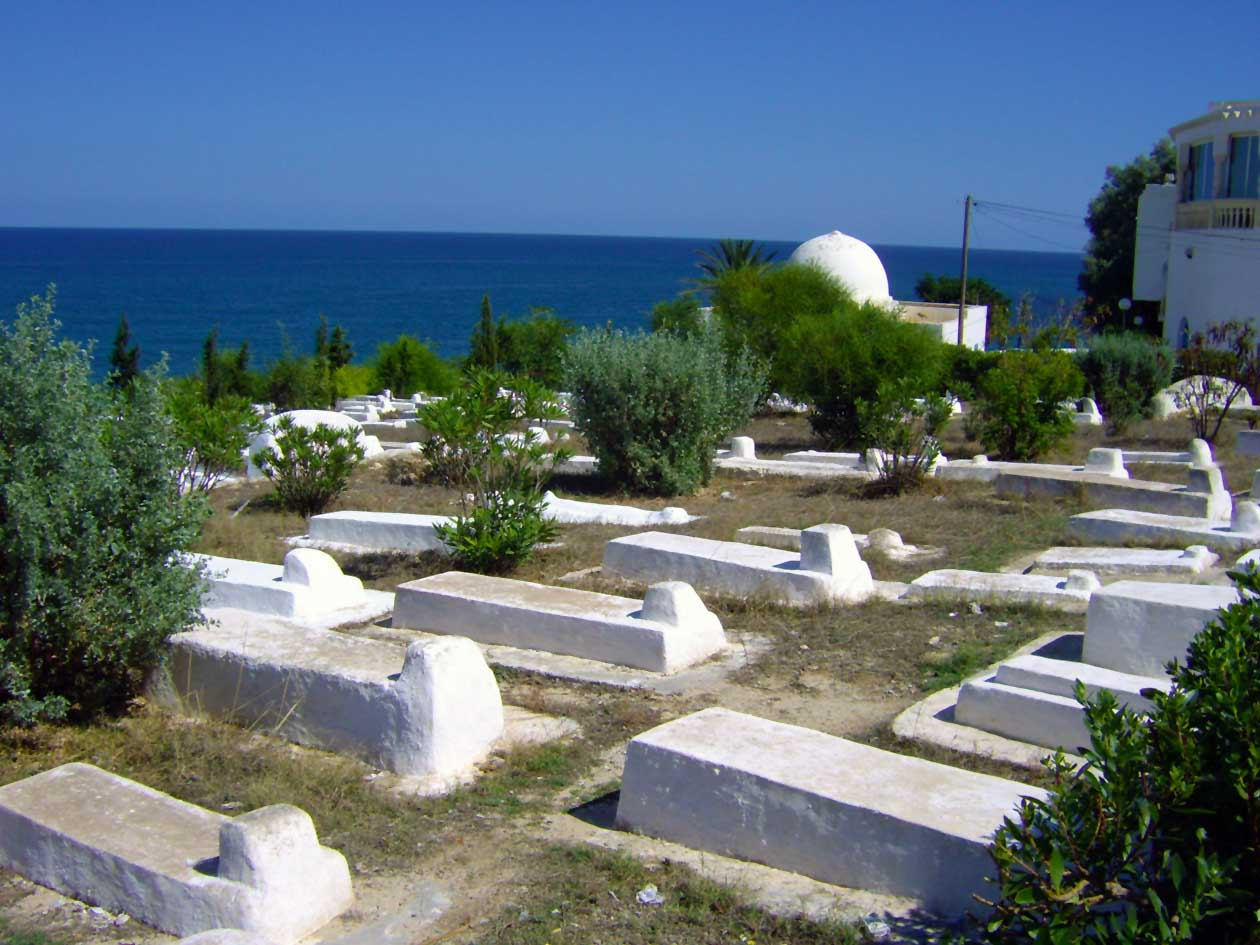

### مواضيع ذات علاقة
- ولاية سوسة.